# باغ وحش شیشه‌ای (فیلم ۱۹۷۳)
باغ وحش شیشه‌ای (انگلیسی: The Glass Menagerie) فیلمی به کارگردانی آنتونی هاروی است که در سال ۱۹۷۳ منتشر شد. از بازیگران آن می‌توان به کاترین هپبورن، سام واترستون، جوانا مایلز و مایکل موریارتی اشاره کرد.